# 哲学の傲慢
『哲学の傲慢』（てつがくのごうまん）は、1991年4月から同年9月までフジテレビの深夜番組放送枠『JOCX-TV2』で放送された教養バラエティ番組。放送時間は火曜深夜2:35-3:05。出演者のきたろうと番組制作スタッフは前番組『曼陀羅図鑑』から引き続いて担当した。

## 概要
哲学や身近な事柄を面白おかしく様々な切り口から考察していた番組である。

## 出演者
- きたろう
- 小阪修平（哲学者）

## スタッフ
- 企画：竹村裕彦（フジテレビ）
- 構成：戸田山雅司
- 監修：小阪修平
- 撮影：春園耕平、川村明弘
- 技術協力：バスク、アンサーズ、ワインドアップ
- 編集：落合英之、田口拓也
- ライン編集：定野正司、星英樹
- MA：サウンドユニバース、石川晴樹、富沢なつみ
- 音響効果：志田博英、田中寿一
- 美術：寺田由子
- イラスト：苗田伸也
- プロデューサー：黒田徹也
- ディレクター：土方政人、本広克行
- アシスタントディレクター：下重聡
- 制作協力：共同テレビ
- 制作著作：フジテレビ

| スタブアイコン | サブスタブ | この項目は、まだ閲覧者の調べものの参照としては役立たない、テレビ番組に関連した書きかけの項目です。この項目を加筆・訂正などしてくださる協力者を求めています（P:テレビ/PJ:放送または配信の番組）。 |